# Perlfisch
Der Perlfisch (Rutilus meidingeri) ist ein stark bedrohter Karpfenfisch. Früher hatte der Perlfisch lokal eine gewisse wirtschaftliche Bedeutung, wegen des Fangzeitpunkts wird er mitunter in betreffenden Gebieten als Maifisch bezeichnet. Die Art wurde lange Zeit als Unterart des osteuropäischen Kutum angesehen und daher als Rutilus frisii meidingerii beschrieben und geführt. Doch bedeutet morphologische Ähnlichkeit noch nicht phylogenetische Ableitbarkeit, und die tiergeographische Isolation unterstützt die Auffassung des Perlfisches als eigene Art.

## Verbreitung und Lebensraum
Es finden sich nur noch einige Perlfischbestände in der Slowakei und in den österreichischen Salzkammergutseen Atter-, Mond- und Wolfgangsee. Im besonders für diesen und die Seelaube erstellten Europaschutzgebiet Mond- und Attersee (Natura 2000) etwa sind sie geschützt. Auf dem Gebiet der Bundesrepublik Deutschland galt er seit Beginn der 1990er Jahre als ausgestorben oder verschollen. Die einzige bundesdeutsche Population im Chiemsee war wahrscheinlich schon erloschen, mittlerweile gibt es aber wieder Bemühungen zur Wiedereinbürgerung.
Der Perlfisch bewohnt tiefe, grundnahe Gewässerschichten. Nur zur Laichzeit sucht er Flachwasserbereiche auf. Die IUCN führt die Art als „gefährdet“, ihr Rückgang ist wahrscheinlich auf die zunehmende Gewässereutrophierung zurückzuführen.

## Merkmale

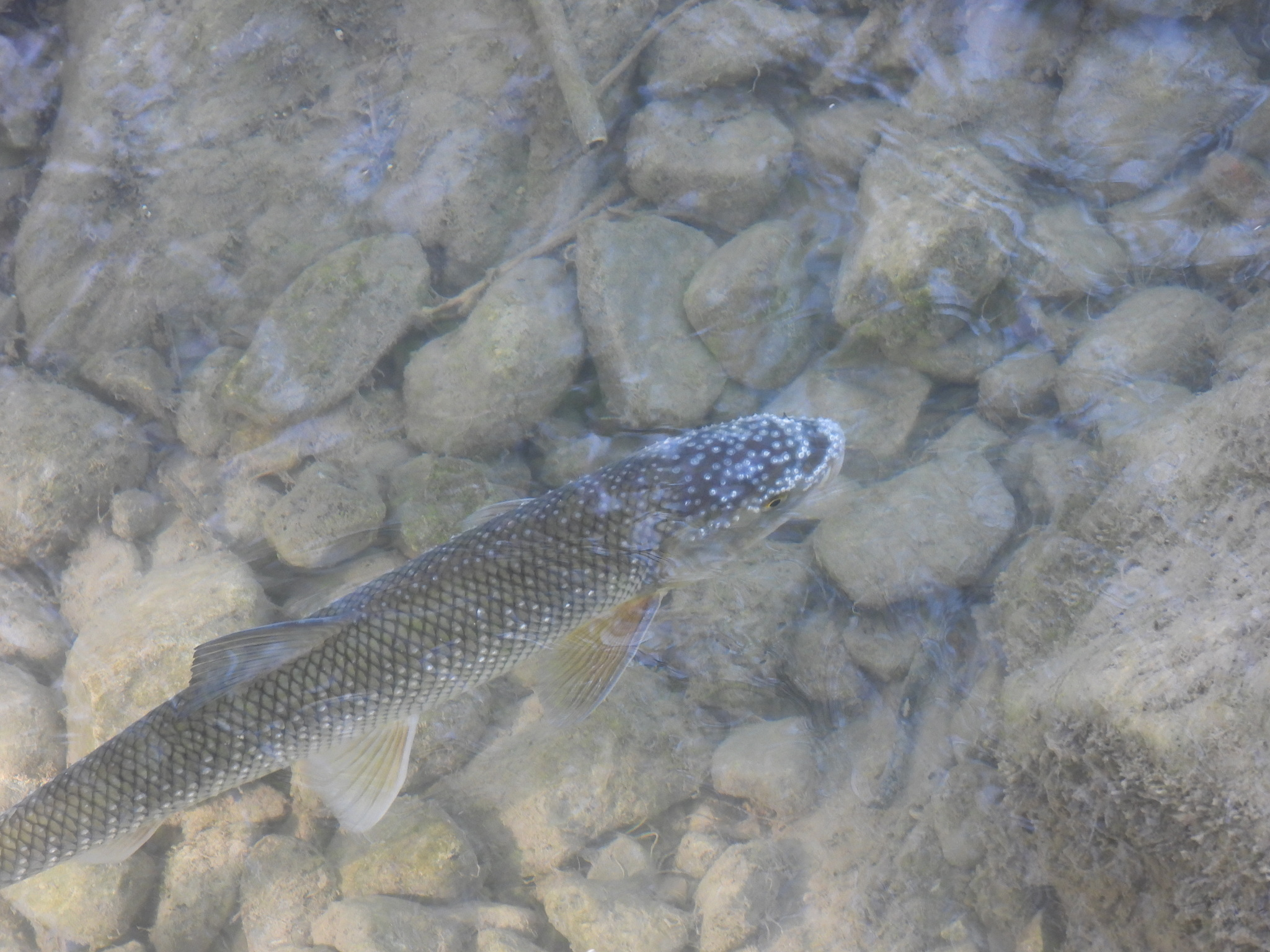
Perlfisch mit Laichausschlag, Oberösterreich

Der schlanke Körper des Perlfischs ist langgestreckt und annähernd walzenförmig. Gute Schwimmfähigkeiten deutet zusätzlich ein langer und schmaler Schwanzstiel an. Im Vergleich mit anderen Rutilus-Arten sind die grauen Schuppen sehr klein. Der massiv wirkende Kopf trägt eine kleine, etwas unterständige Mundspalte und kleine Augen. Die Gesamtlänge beträgt meist 40 bis 50 Zentimeter, kann aber bis zu 70 Zentimetern erreichen.
Auf dem Rücken zeigt der Perlfisch eine dunkle, braunschwarze bis olive Färbung, die sich an den Seiten aufhellt. Der Bauch ist silbrigweiß. Die Flossen sind grau, wobei After- und Bauchflossen gelegentlich von rötlicher Farbe sind.
Während der Laichzeit färbt sich die Bauchseite rot und die Männchen tragen einen ausgeprägten Laichausschlag. Diese bernsteinfarbenen, etwa reiskorngroßen Erhebungen bedecken fast den ganzen Körper und sind auf Kopf und Rücken besonders stark ausgeprägt. Der Trivialname Perlfisch leitet sich von ihnen ab.
Flossenformel: D 11–12, A 12–14, P 16–18, V 10–11, C 19.

## Lebensweise
Die Lebensgewohnheiten des Perlfischs sind noch nicht hinreichend erforscht, aber vermutlich ernährt er sich von bodenbewohnenden Wirbellosen, Pflanzen und kleineren Fischen. Während der Laichzeit im April und Mai verlässt er die sonst bevorzugten tiefen Gewässerschichten. Er sucht dann flache und kiesige Uferbereiche auf oder unternimmt kurze Wanderungen in die Zu- und Abflüsse seiner Heimatgewässer. Hier laicht er über Kiesgrund oder Pflanzenbewuchs ab. Vermutlich erreicht der Perlfisch seine Geschlechtsreife erst nach vier bis fünf Jahren und ist allgemein langsamwüchsig.

## Schutz
Der Perlfisch wird von der Europäischen Union im Anhang II der FFH-Richtlinie geführt und gilt damit als Art von gemeinschaftlichem Interesse, für deren Erhaltung von den Mitgliedsstaaten besondere Schutzgebiete ausgewiesen werden müssen.